# USA:s inrikesminister
USA:s inrikesminister (engelska: Secretary of the Interior) är chef för USA:s inrikesdepartement (Department of the Interior) som handhar diverse inrikesfrågor från federalt markägande, nationalparker, tillstånd för utvinning av naturresurser samt urfolksfrågor.
Vederbörande är av sedvänja ledamot av kabinettet.
Inrikesministern utses av USA:s president med senatens godkännande ("råd och samtycke"). Inrikesministern är nummer åtta i successionsordningen till presidentämbetet.
USA:s nuvarande inrikesminister sedan den 1 februari 2025 är Doug Burgum.

## Lista över USA:s inrikesministrar
| Whig | Demokrat | Republikan |

| Nr | Bild | Inrikesminister                          | Hemdelstat   | Tillträdde        | Avgick            | Politiskt parti | Politiskt parti | President(er)                          |
| -- | ---- | ---------------------------------------- | ------------ | ----------------- | ----------------- | --------------- | --------------- | -------------------------------------- |
| 1  |      | Thomas Ewing (1789–1871)                 | Ohio         | 8 mars 1849       | 22 juli 1850      |                 | Whig            | Zachary Taylor Millard Fillmore        |
| 2  |      | Thomas McKennan (1794–1852)              | Pennsylvania | 15 augusti 1850   | 26 augusti 1850   |                 | Whig            | Millard Fillmore                       |
| 3  |      | Alexander Hugh Holmes Stuart (1807–1891) | Virginia     | 14 september 1850 | 7 mars 1853       |                 | Whig            | Millard Fillmore                       |
| 4  |      | Robert McClelland (1807–1880)            | Michigan     | 8 mars 1853       | 9 mars 1857       |                 | Demokraterna    | Franklin Pierce                        |
| 5  |      | Jacob Thompson (1810–1885)               | Mississippi  | 10 mars 1857      | 8 januari 1861    |                 | Demokraterna    | James Buchanan                         |
| 6  |      | Caleb Blood Smith (1808–1864)            | Indiana      | 5 mars 1861       | 31 december 1862  |                 | Republikanerna  | Abraham Lincoln                        |
| 7  |      | John Palmer Usher (1816–1889)            | Indiana      | 1 januari 1863    | 15 maj 1865       |                 | Republikanerna  | Abraham Lincoln Andrew Johnson         |
| 8  |      | James Harlan (1820–1899)                 | Iowa         | 16 maj 1865       | 31 augusti 1866   |                 | Republikanerna  | Andrew Johnson                         |
| 9  |      | Orville Hickman Browning (1806–1881)     | Illinois     | 1 september 1866  | 4 mars 1869       |                 | Republikanerna  | Andrew Johnson                         |
| 10 |      | Jacob Dolson Cox (1828–1900)             | Ohio         | 5 mars 1869       | 31 oktober 1870   |                 | Republikanerna  | Ulysses S. Grant                       |
| 11 |      | Columbus Delano (1809–1896)              | Ohio         | 1 november 1870   | 30 september 1875 |                 | Republikanerna  | Ulysses S. Grant                       |
| 12 |      | Zachariah Chandler (1813–1879)           | Michigan     | 19 oktober 1875   | 11 mars 1877      |                 | Republikanerna  | Ulysses S. Grant                       |
| 13 |      | Carl Schurz (1829–1906)                  | Missouri     | 12 mars 1877      | 7 mars 1881       |                 | Republikanerna  | Rutherford B. Hayes                    |
| 14 |      | Samuel J. Kirkwood (1813–1894)           | Iowa         | 8 mars 1881       | 17 april 1882     |                 | Republikanerna  | James A. Garfield Chester A. Arthur    |
| 15 |      | Henry Moore Teller (1830–1914)           | Colorado     | 18 april 1882     | 3 mars 1885       |                 | Republikanerna  | Chester A. Arthur                      |
| 16 |      | Lucius Q.C. Lamar (1825–1893)            | Mississippi  | 6 mars 1885       | 10 januari 1888   |                 | Demokraterna    | Grover Cleveland                       |
| 17 |      | William Freeman Vilas (1840–1908)        | Wisconsin    | 16 januari 1888   | 6 mars 1889       |                 | Demokraterna    | Grover Cleveland                       |
| 18 |      | John Willock Noble (1831–1912)           | Missouri     | 7 mars 1889       | 6 mars 1893       |                 | Republikanerna  | Benjamin Harrison                      |
| 19 |      | M. Hoke Smith (1855–1931)                | Georgia      | 6 mars 1893       | 1 september 1896  |                 | Demokraterna    | Grover Cleveland                       |
| 20 |      | David Rowland Francis (1850–1927)        | Missouri     | 3 september 1896  | 5 mars 1897       |                 | Demokraterna    | Grover Cleveland                       |
| 21 |      | Cornelius Newton Bliss (1833–1911)       | New York     | 6 mars 1897       | 19 februari 1899  |                 | Republikanerna  | William McKinley                       |
| 22 |      | Ethan Allen Hitchcock (1835–1909)        | Missouri     | 20 februari 1899  | 4 mars 1907       |                 | Republikanerna  | William McKinley Theodore Roosevelt    |
| 23 |      | James Rudolph Garfield (1865–1950)       | Ohio         | 5 mars 1907       | 5 mars 1909       |                 | Republikanerna  | Theodore Roosevelt William Howard Taft |
| 24 |      | Richard Achilles Ballinger (1858–1922)   | Washington   | 6 mars 1909       | 12 mars 1911      |                 | Republikanerna  | William Howard Taft                    |
| 25 |      | Walter Lowrie Fisher (1862–1935)         | Illinois     | 13 mars 1911      | 5 mars 1913       |                 | Republikanerna  | William Howard Taft                    |
| 26 |      | Franklin Knight Lane (1864–1921)         | Kalifornien  | 6 mars 1913       | 29 februari 1920  |                 | Demokraterna    | Woodrow Wilson                         |
| 27 |      | John Barton Payne (1855–1935)            | Illinois     | 15 mars 1920      | 4 mars 1921       |                 | Demokraterna    | Woodrow Wilson                         |
| 28 |      | Albert Bacon Fall (1861–1944)            | New Mexico   | 5 mars 1921       | 4 mars 1923       |                 | Republikanerna  | Warren G. Harding                      |
| 29 |      | Hubert Work (1860–1942)                  | Colorado     | 5 mars 1923       | 24 juli 1928      |                 | Republikanerna  | Warren G. Harding Calvin Coolidge      |
| 30 |      | Roy Owen West (1868–1958)                | Illinois     | 25 juli 1928      | 4 mars 1929       |                 | Republikanerna  | Calvin Coolidge                        |
| 31 |      | Ray Lyman Wilbur (1875–1949)             | Kalifornien  | 5 mars 1929       | 4 mars 1933       |                 | Republikanerna  | Herbert Hoover                         |
| 32 |      | Harold LeClair Ickes (1874–1952)         | Illinois     | 4 mars 1933       | 15 februari 1946  |                 | Demokraterna    | Franklin D. Roosevelt Harry S. Truman  |
| 33 |      | Julius Albert Krug (1907–1970)           | Wisconsin    | 18 mars 1946      | 1 december 1949   |                 | Demokraterna    | Harry S. Truman                        |
| 34 |      | Oscar Littleton Chapman (1896–1978)      | Colorado     | 1 december 1949   | 20 januari 1953   |                 | Demokraterna    | Harry S. Truman                        |
| 35 |      | Douglas McKay (1893–1959)                | Oregon       | 21 januari 1953   | 15 april 1956     |                 | Republikanerna  | Dwight D. Eisenhower                   |
| 36 |      | Fred Andrew Seaton (1909–1974)           | Nebraska     | 8 juni 1956       | 20 januari 1961   |                 | Republikanerna  | Dwight D. Eisenhower                   |
| 37 |      | Stewart Udall (1920–2010)                | Arizona      | 21 januari 1961   | 20 januari 1969   |                 | Demokraterna    | John F. Kennedy Lyndon Johnson         |
| 38 |      | Walter Joseph Hickel (1919–2010)         | Alaska       | 24 januari 1969   | 25 november 1970  |                 | Republikanerna  | Richard Nixon                          |
| 39 |      | Rogers Clark Ballard Morton (1914–1979)  | Maryland     | 29 januari 1971   | 30 april 1975     |                 | Republikanerna  | Richard Nixon Gerald Ford              |
| 40 |      | Stanley K. Hathaway (1924–2005)          | Wyoming      | 12 juni 1975      | 9 oktober 1975    |                 | Republikanerna  | Gerald Ford                            |
| 41 |      | Thomas S. Kleppe (1919–2007)             | Norddakota   | 17 oktober 1975   | 20 januari 1977   |                 | Republikanerna  | Gerald Ford                            |
| 42 |      | Cecil D. Andrus (född 1931)              | Idaho        | 23 januari 1977   | 20 januari 1981   |                 | Demokraterna    | Jimmy Carter                           |
| 43 |      | James G. Watt (född 1938)                | Colorado     | 23 januari 1981   | 8 november 1983   |                 | Republikanerna  | Ronald Reagan                          |
| 44 |      | William Patrick Clark (1931–2013)        | Kalifornien  | 18 november 1983  | 7 februari 1985   |                 | Republikanerna  | Ronald Reagan                          |
| 45 |      | Donald Paul Hodel (född 1935)            | Oregon       | 8 februari 1985   | 20 januari 1989   |                 | Republikanerna  | Ronald Reagan                          |
| 46 |      | Manuel Lujan, Jr. (1928–2019)            | New Mexico   | 3 februari 1989   | 20 januari 1993   |                 | Republikanerna  | George H. W. Bush                      |
| 47 |      | Bruce Babbitt (född 1938)                | Arizona      | 22 januari 1993   | 2 januari 2001    |                 | Demokraterna    | Bill Clinton                           |
| 48 |      | Gale Ann Norton (född 1954)              | Colorado     | 31 januari 2001   | 31 mars 2006      |                 | Republikanerna  | George W. Bush                         |
| 49 |      | Dirk Kempthorne (född 1951)              | Idaho        | 29 maj 2006       | 19 januari 2009   |                 | Republikanerna  | George W. Bush                         |
| 50 |      | Ken Salazar (född 1955)                  | Colorado     | 20 januari 2009   | 10 april 2013     |                 | Demokraterna    | Barack Obama                           |
| 51 |      | Sally Jewell (född 1955)                 | Washington   | 10 april 2013     | 20 januari 2017   |                 | Demokraterna    | Barack Obama                           |
| 52 |      | Ryan Zinke (född 1961)                   | Montana      | 1 mars 2017       | december 2019     |                 | Republikanerna  | Donald J. Trump                        |
| 53 |      | David Bernhardt (född 1969)              | Colorado     | 2 januari 2019    | 20 januari 2021   |                 | Republikanerna  | Donald J. Trump                        |
| 54 |      | Deb Haaland (född 1960)                  | New Mexico   | 16 mars 2021      | 20 januari 2025   |                 | Demokraterna    | Joe Biden                              |
| 55 |      | Doug Burgum (född 1956)                  | North Dakota | 1 februari 2025   | nuvarande         |                 | Republikanerna  | Donald J. Trump                        |